# Lomboknium zehntneri
Lomboknium zehntneri är en mångfotingart som först beskrevs av Carl 1912.  Lomboknium zehntneri ingår i släktet Lomboknium och familjen Siphonophoridae. Inga underarter finns listade i Catalogue of Life.